# Guild of Public Relations Practitioners
La Guild of Public Relations Practitioners è la corporazione dei professionisti delle relazioni pubbliche della Città di Londra; non appartiene all'insieme delle Livery Company, nonostante aspiri ad aderirvi.
Fondata nel 2000, oltre al suo ruolo associativo, si occupa anche di iniziative di tipo filantropico.